# Paperino e il mistero degli Incas
Paperino e il mistero degli Incas (Lost In the Andes!) è una storia a fumetti in 32 tavole realizzata da Carl Barks e pubblicata per la prima volta su Four Color n. 223 dell'aprile 1949. Barks realizzò la storia sulla scia della politica di buon vicinato adottata nei confronti dell'America Latina all'inizio del decennio, a cui la Disney aveva partecipato realizzando tra l'altro i film Saludos Amigos (1942) e I tre caballeros (1944); Barks si ispirò in particolare al primo per l'ambientazione della storia.

## Trama
Paperino, lavorando in un museo, sta spolverando quelle che sembrano normali pietre. Una di esse però gli sfugge di mano e rompendosi si rivela un uovo di forma cubica. Immediatamente Paperino avverte il direttore del museo e in poco tempo tutto il mondo scientifico è in subbuglio. Viene organizzata una spedizione in Perù (da dove provenivano i reperti) alla ricerca delle galline e delle uova quadre, alla quale prendono parte anche Paperino, Qui, Quo e Qua. Durante il viaggio, il professore a capo della spedizione ordina una frittata al suo aiutante. In breve l'ordine viaggia di bocca in bocca, finché non arriva a Paperino, il quale fa cucinare ai nipotini. Non trovando uova fresche, però, essi usano quelle quadre. Consegnano poi la frittata allo zio, che ne assaggia un po' trovandola disgustosa. Poi la frittata viaggia di mano in mano, e tutti ne assaggiano un pezzo, finché non arriva al comandante. Dopo un po' di tempo, però, tutti quelli che l'avevano assaggiata stanno male, e all'arrivo nessuno vuole più avere a che fare con delle uova.
Vengono così mandati alla ricerca delle uova e delle galline Paperino e i nipoti. La loro ricerca non dà buoni frutti, ma alla fine trovano un vecchio che racconta che suo padre aveva ospitato, molti anni prima, un professore moribondo con delle uova quadrate. Indica poi ai paperi la Regione delle Nebbie, luogo in cui il professore aveva trovato le uova, e così loro partono nella direzione segnata. Il vecchio però non fa in tempo ad avvertirli che nessuno di quelli che erano entrati nella Valle ne era più uscito. Quando sono quasi arrivati decidono di accamparsi per la notte. Il mattino però si risvegliano in una nebbia fittissima. Cominciano così a vagare finché Paperino non sbatte contro una parete in cui trova un buco da cui passare. Dopo una ripida discesa arrivano in una città apparentemente deserta. Si nascondono per vedere se gli abitanti sono pacifici. Ne vedono subito uno che canta una canzone in americano. Gli vanno incontro e lui felicissimo dice che saranno ospiti a pranzo.
I paperi così conoscono quella civiltà che passa il tempo cantando le canzoni insegnatele dal professore e mangiando solamente uova; tuttavia nessuno ha mai visto delle galline. Vanno allora nella valle in cui gli abitanti della città trovano ogni giorno le uova e scoprono che i massi altro non sono che galline di forma quadrata. Per questa scoperta viene organizzata una festa in loro onore, durante la quale però Qui, Quo e Qua mostrano agli abitanti i loro palloni fatti con le gomme da masticare, infrangendo una legge che impedisce di creare o mostrare oggetti tondi. La loro condanna è l'impiccagione, ma essendo eroi viene spostata di cinque giorni; possono però salvarsi se sono in grado di fare palloni quadrati. Cominciano così ad allenarsi, ma l'impresa è quasi impossibile. Decidono allora di addestrare i pulcini quadrati a farli al posto loro e, al momento della condanna, li nascondono sotto la maglietta. Riescono così a salvarsi.
I paperi entrano in un museo, dove trovano una bussola del professore esploratore. Gli abitanti gliela cedono in cambio di qualcosa di utile, e Paperino gli insegna una canzone moderna. Se ne vanno così portando con sé due galline quadrate per farle riprodurre e parecchie uova, che però mangiano tutte durante il viaggio. Si scopre alla fine che le due galline sono femmine. Paperino e i nipotini vanno in un ristorante sperando di mangiare qualcosa di diverso dalle uova, ma il cuoco gli propone un menu basato solo su quelle. Una volante della polizia si precipita quindi al ristorante per catturare i quattro paperi che, inferociti, stanno distruggendo tutto.

## Edizioni
La storia fu pubblicata per la prima volta negli Stati Uniti su Four Color n. 223 dell'aprile 1949. Fu poi ristampata più volte e pubblicata in diverse nazioni europee oltre che in Argentina, Australia, Brasile, Cile, Cina, Colombia, Indonesia e Messico. In Italia fu pubblicata per la prima volta, divisa in tre parti, su Topolino nn. 4, 5 e 6 da luglio a settembre del 1949. La traduzione, presumibilmente ad opera di Guido Martina, presenta alcune particolarità riproposte anche nelle numerose ristampe: il professore esploratore, in originale "Rhutt Betlah di Birmingham (Alabama)" (citazione del personaggio di Rhett Butler), viene ribattezzato "Sentimento Cuorcontento di Sacramento (California)"; il dialetto degli Stati Uniti meridionali parlato in originale dagli abitanti di Testaquadra viene trasformato in un italiano sgrammaticato; i due galli quadrati portati a casa dai paperi vengono cambiati in due galline, sostituendone anche il verso.

## Accoglienza
Paperino e il mistero degli Incas è generalmente considerata una delle migliori storie a fumetti di Barks, e fu citata dal fumettista stesso come la sua migliore opera. Michael Barrier fa notare come la storia sia più ricca di dettagli comici delle precedenti, citando in particolare la gag del trasferimento degli ordini sulla nave che diventa una satira sulla distinzioni di classe. Thomas Andrae scrive: "Il ritratto della cultura Inca di Barks è ambivalente. Sebbene li trovi superiori alla modernità capitalista, Barks rifiuta un primitivismo romantico che eleva le culture preindustriali allo status di utopie. Plain Awful, come suggerisce il nome, è radicalmente imperfetto. È conformista e incatenato alle usanze [...] La storia di Barks implica che le società primitive abbiano uno spirito di comunità e generosità, ma siano così conformiste e legate alle usanze da mancare di tolleranza e libertà di espressione".

## Sequel e influenza culturale
Nel 1989 fu pubblicata la storia sequel Paperino e il ritorno a Testaquadra di Don Rosa, in cui Paperino e i nipotini tornano a Testaquadra insieme a Paperon de' Paperoni, venendo seguiti da Cuordipietra Famedoro.
Nel n. 100 della serie a fumetti Martin Mystere, intitolato Di tutti i colori! e pubblicato nel luglio 1990, lo sceneggiatore Alfredo Castelli e il disegnatore Giancarlo Alessandrini rendono omaggio a Paperino e il mistero degli Incas: nella terza storia inclusa nell'albo, il protagonista si ritrova infatti in una città perduta delle Ande raffigurata allo stesso modo della Regione delle Nebbie, in cui tutto è grigio e il colore viene considerato un sacrilegio.